# Palác Heian

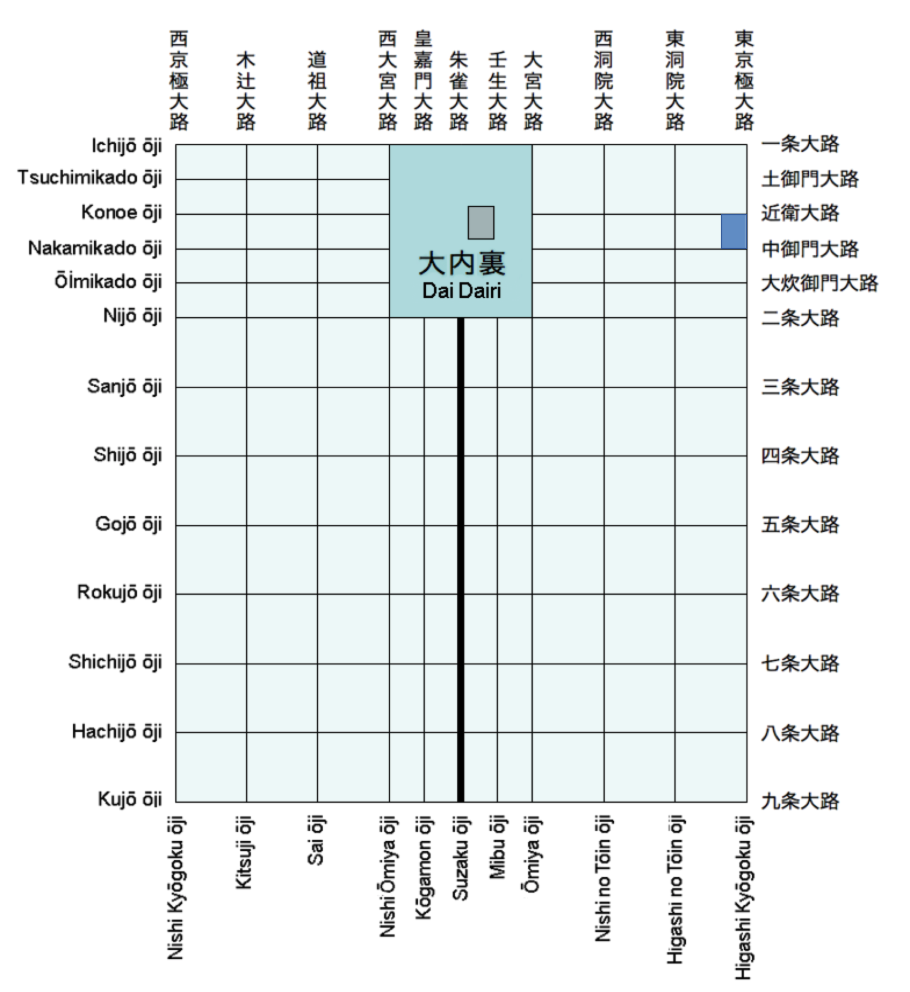
Schematická mapa Heian-kjó s vyznačenou polohou paláce Heian i dočasného paláce Cučimikado, z něhož se vyvinul současný Kjótský císařský palác.

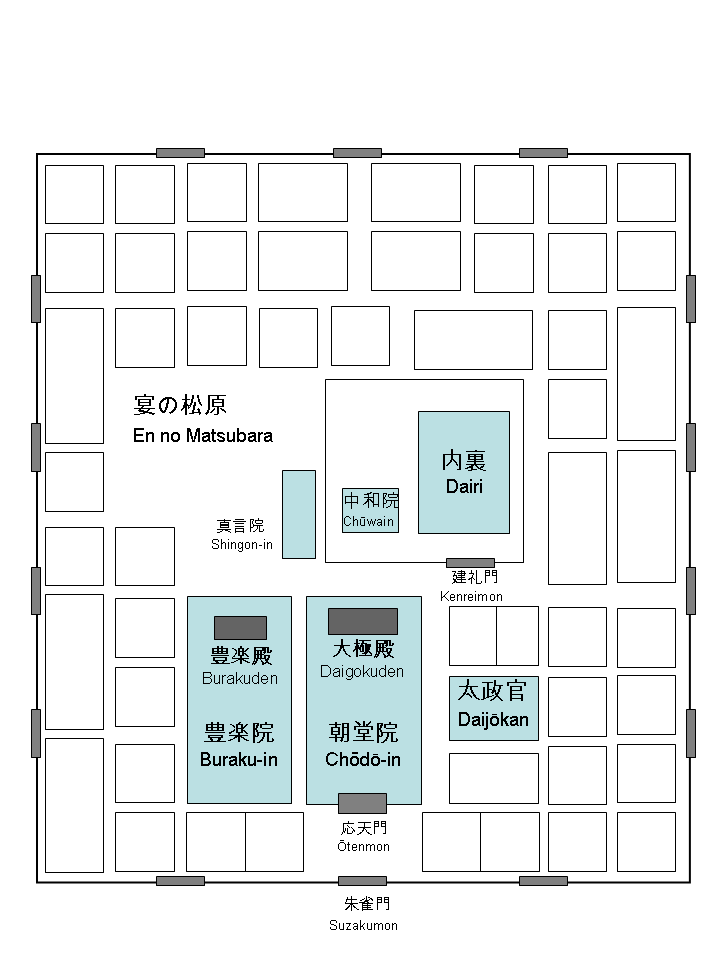
Schematický plán Vnějšího paláce

Palác Heian (japonsky 平安宮, Heian-kjú) byl původní císařský palác v Heian-kjó neboli Městě míru a klidu (dnes známé jako Kjóto), jež bylo v letech 794 až 1227 hlavním městem Japonska. Palác, který sloužil jako sídlo japonských císařů a císařské vlády po větší část období Heian – od roku 794 do roku 1185) –, se nacházel v severní části centra města, jak to odpovídalo čínskému modelu, jenž byl vzorem pro výstavbu hlavního města.
Území paláce tvořil rozlehlý ohrazený obdélníkový prostor zvaný Daidairi (大内裏) neboli Vnější palác, v němž se nacházelo několik obřadních a správních budov včetně vládních ministerstev. Uvnitř Daidairi byl další samostatně ohrazený prostor Vnitřního paláce, Dairi (内裏), neboli skutečné císařovo obydlí. Nacházely se zde rovněž prostory pro císařovy manželky a další oficiální obřadní budovy těsněji spjaté s osobou samotného císaře.
Původním úkolem paláce bylo s patřičnou okázalostí představovat model centralizované vlády Velké státní rady (daidžó-kan, 太政官) a jejích osmi podřízených ministerstev, jejž Japonsko v 7. století převzalo z čínské říše Tchang. Palác byl navržen tak, aby poskytoval odpovídající prostředí pro císařskou rezidenci, provádění významných státních úkonů a s nimi spojených obřadů. Zatímco obytná část paláce sloužila až do 12. století, zařízení vybudovaná pro významné státní obřady začala ztrácet na významu již během 8. století. Dělo se tak v souvislosti s odvratem od některých povinných obřadů a postupů a převáděním těch zbývajících do menších prostor Vnitřního paláce.
Od poloviny období Heian postihlo palác několik požárů a jiných pohrom. Během rekonstrukcí pobývali císaři a některé úřady mimo palác. V souvislosti s celkovou ztrátou politické moci dvora to způsobilo další oslabení významu paláce coby správního centra. V roce 1227 pak palác zcela vyhořel a nebyl již nikdy obnoven. Pozemek, na němž se nacházel, byl posléze opětovně zastavěn, takže po paláci nezůstaly téměř žádné stopy. Znalosti o něm se proto zakládaly pouze na soudobých literárních zdrojích, dochovaných nákresech a malbách a omezených vykopávkách provedených v 70. letech 20. století.

## Umístění
V souladu se složitým systémem představ a zákonů geomantie byl císařský palác umístěn na severní stranu střední části obdélníkového Města míru a klidu. Stalo se tak přesně podle čínského vzoru, podle něhož byl vybudován Čchang-an, hlavní město říše Tchang a který již dříve posloužil při stavbě paláce Heidžó v dřívějším hlavním městě Heidžó-kjó (dnešní Nara ve stejnojmenné prefektuře) a města Nagaoka-kjó (dnes součást stejnojmenné čtvrti města Kjóto). Jihovýchodní roh vnějšího paláce se nacházel uprostřed dnešního hradu Nidžó. Hlavní vstup do paláce tvořila brána Suzakumon (朱雀門) (35° s. š., 0° v. d.), jež se nacházela na severním konci hlavní třídy Suzaku, která procházela středem města až k bráně Radžómon na jihu města. Císařský palác tak byl obrácen k jihu a vévodil přísně souměrnému územnímu plánu města Heian-kjó. Kromě brány Suzukamon měl císařský palác ještě dalších 13 bran, jež byly rovnoměrně rozmístěny po celé délce jeho hradebních zdí. Ke každé z nich vedla široká třída neboli ódži (大路). Výjimku tvořily tři brány na severní straně paláce, jež byly současně městskými branami.

## Historie
Císařský palác byl první a nejvýznamnější stavbou, která byla vybudována v novém hlavním městě Heian-kjó, kam se dvůr přestěhoval na příkaz císaře Kammua v roce 794. V době stěhování však palác nebyl ještě zcela hotov – Velký audienční sál, Daigokuden (大極殿), byl dokončen až roku 795 a vládní úřad zodpovědný za jeho výstavbu byl zrušen dokonce až v roce 805.
Oba ohrazené obdélníkové prostory zbudované v grandiózním čínském stylu, Čódó-in a Buraku-in, začaly poměrně záhy ztrácet na významu, obdobně jako tomu bylo s upadáním propracovaného a čínským vzorem inspirovaného právního systému ricurjó. Vládním centrem se tak postupně stal prostor Vnitřního paláce, Dairi, a Sál státních obřadů, Šišinden (紫宸殿), později dokonce císařovo obydlí Serjóden (清涼殿) převzalo úlohu Daigokudenu coby místa pro vedení oficiálních státních záležitostí.
Souběžně s tím, jak se většina činností přesouvala do areálu Vnitřního paláce, se začalo na Vnější palác pohlížet jako na stále méně bezpečné místo, především v noci. Jedním z důvodů mohla být v té době všeobecně rozšířená pověrčivost – lidé se vyhýbali neobývaným budovám ze strachu z duchů a démonů, kteří v nich přebývají. A rozlehlý prostor Buraku-in byl považován za rejdiště přízraků. K tomu začala klesat i úroveň vlastní bezpečnosti zajišťované v paláci. V 11. století už byla zřejmě hlídána pouze jediná palácová brána, a sice Jómeimon na východě. V první polovině 11. století se tak v prostorách paláce rozmáhala vloupání, a dokonce i násilné zločiny.
Stálým problémem byly požáry, jelikož palác byl zbudován prakticky pouze ze dřeva. Velký audienční sál, Daigokuden, byl i přes své omezené využívání opraven po požárech v letech 876, 1068 a 1156, nicméně po požáru v roce 1177, který zničil velkou část Vnějšího paláce, už nebyl nikdy obnoven. Rovněž Buraku-in, který zpustošil požár v roce 1063, nebyl nikdy obnoven.
Také Vnitřní palác, Dairi, ničily od roku 960 opakovaně požáry. Byl však pokaždé obnoven, jelikož až do konce 12. století sloužil jako císařovo oficiální obydlí. V časech, kdy probíhaly rekonstrukční práce, museli císařové často pobývat v dočasných palácích sato-dairi (里内裏) ve městě. Tyto dočasné paláce císaři často poskytoval mocný šlechtický klan Fudžiwarů, jenž, zejména v druhé polovině období Heian, prakticky kontroloval politiku tím, že budoucím císařům poskytoval manželky. Rezidence císařských prarodičů z mateřské rodové linie si tak začaly přisvojovat roli císařských obydlí ještě před koncem období Heian. K oslabení role císařského paláce přispěl i systém takzvaného klášterního vládce, který v roce 1086 zavedl císař Širakawa. Vládnoucí císař, který abdikoval ve prospěch svého nástupce a odešel žít do ústraní, si totiž i nadále udržel moc a vliv, aby tak pomáhal vyvažovat vliv klanu Fudžiwarů na státní politiku.
Po požáru v roce 1177 byl původní palácový komplex opuštěn a císařové sídlili v menších palácích ve městě, jež původně sloužily jako sato-dairi, a ve vilách mimo město. V roce 1227 pak velký požár zcela zničil, co zbylo z Vnitřního paláce a Vnější palác přestal být úplně používán. Roku 1334 vydal císař Go-Daigo výnos o obnově Vnějšího paláce, ale nepodařilo se zajistit potřebné finance, a tak se tento plán neuskutečnil. Současný Kjótský císařský palác se nachází v severovýchodní části starého hlavního města Heian-kjó, kde na východě sousedí s pozemkem fudžiwarského paláce Cučimikado (土御門殿). Poslední funkční část paláce Heian, ministerstvo bohosloví Džingi-kan, byla používána až do roku 1585.